# Langstaartboot

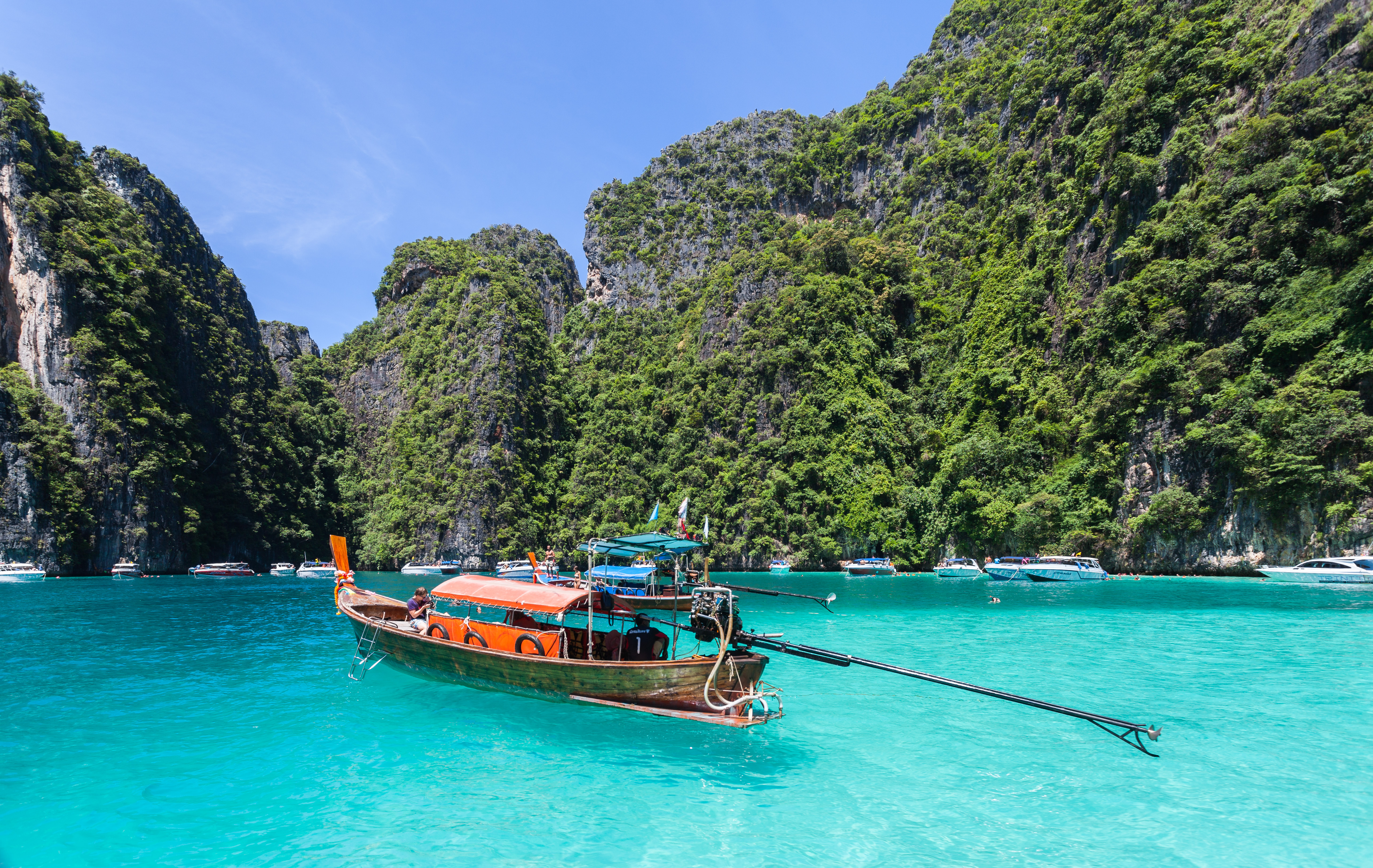
Een langstaartboot bij het eiland Ko Phi Phi Lee.

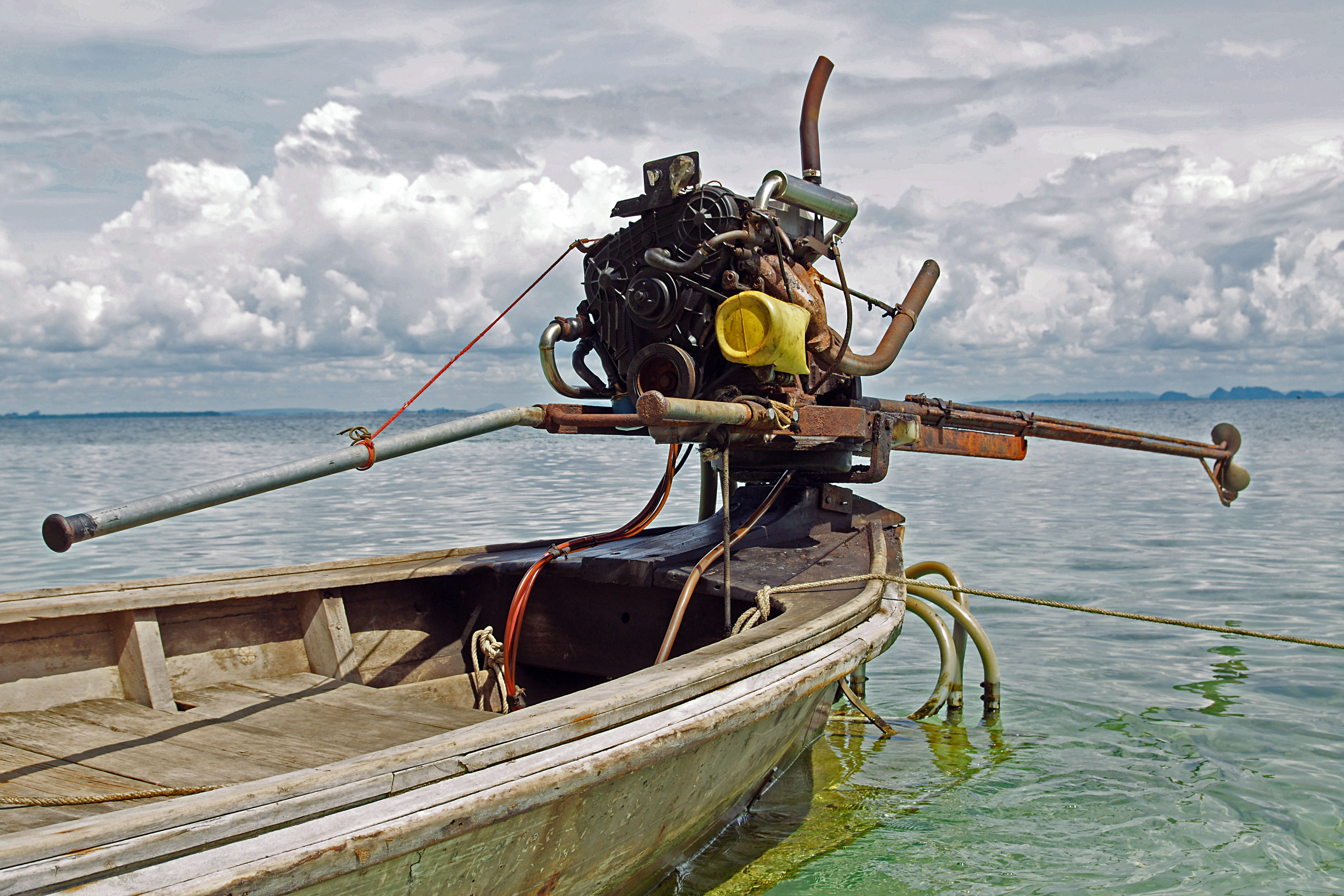
Motor op de achtersteven.

Een langstaartboot (Thai: เรือหางยาว, Ruea Hang Yao) is een in Zuidoost-Azië veel gezien boottype, met name in Thailand en Maleisië. De smalle boten zijn zo rond de 15 meter lang en worden aangedreven door een verbrandingsmotor (veelal afkomstig uit een auto) die vast op het hek is gemonteerd. De boot dankt zijn naam aan de lange buis van soms wel 6 (maar doorgaans 2 tot 4) meter lang. Deze buis is een schacht waardoor de schroefas loopt.
De motor is zowel zijwaarts als in hoogte draaibaar, waardoor met de schroef kan worden gestuurd in plaats van met een roer. Door de motor in hoogte te verstellen kan de diepte van de schroef worden gekozen, dit maakt het mogelijk ook zeer ondiep water te bevaren.
De boten worden zowel gebruikt op kanalen en rivieren als voor het bereiken van eilanden in de nabijheid van de kust.